# Reprezentacja Australii na żużlu
Reprezentacja Australii na żużlu – grupa żużlowców reprezentujących Związek Australijski w sportowych imprezach międzynarodowych. Za jej funkcjonowanie odpowiedzialny jest Motorcycling Australia (MA).
W latach 1962–1973 w rozgrywkach o drużynowe mistrzostwo świata zawodnicy z Australii (oraz Nowej Zelandii) startowali w reprezentacji Wielkiej Brytanii (de facto Wspólnoty Narodów).

## Osiągnięcia

### Mistrzostwa świata
Drużynowe mistrzostwa świata
- 1. miejsce (5): 1976, 1999, 2001, 2002, 2022
- 2. miejsce (5): 2003, 2009, 2011, 2012, 2024
- 3. miejsce (4): 2007, 2013, 2014, 2019

Drużynowe mistrzostwa świata juniorów
- 2. miejsce (3): 2012, 2016, 2017
- 3. miejsce (2): 2015, 2024

Mistrzostwa świata par
- 2. miejsce (3): 1974, 1983, 1990

Indywidualne mistrzostwa świata
- 1. miejsce (9):
  - 1936 – Lionel Van Praag
  - 1938 – Bluey Wilkinson
  - 1951 – Jack Young
  - 1952 – Jack Young
  - 2004 – Jason Crump
  - 2006 – Jason Crump
  - 2009 – Jason Crump
  - 2012 – Chris Holder
  - 2017 – Jason Doyle
- 2. miejsce (7):
  - 1983 – Billy Sanders
  - 2001 – Jason Crump
  - 2002 – Jason Crump
  - 2003 – Jason Crump
  - 2005 – Jason Crump
  - 2007 – Leigh Adams
  - 2008 – Jason Crump
- 3. miejsce (12):
  - 1936 – Bluey Wilkinson
  - 1950 – Graham Warren
  - 1951 – Jack Biggs
  - 1958 – Aub Lawson
  - 1976 – Phil Crump
  - 1980 – Billy Sanders
  - 1990 – Todd Wiltshire
  - 1994 – Craig Boyce
  - 2002 – Ryan Sullivan
  - 2005 – Leigh Adams
  - 2007 – Jason Crump
  - 2010 – Jason Crump

Indywidualne mistrzostwa świata juniorów
- 1. miejsce (6):
  - 1983[a] – Steve Baker
  - 1992 – Leigh Adams
  - 1995 – Jason Crump
  - 2009 – Darcy Ward
  - 2010 – Darcy Ward
  - 2016 – Max Fricke
  - 2020 – Jaimon Lidsey
- 2. miejsce (4):
  - 1996 – Ryan Sullivan
  - 2007 – Chris Holder
  - 2008 – Chris Holder
  - 2011 – Darcy Ward
- 3. miejsce (5):
  - 1991 – Jason Lyons
  - 1994 – Jason Crump
  - 1995 – Ryan Sullivan
  - 1999 – Nigel Sadler
  - 2017 – Max Fricke

### Mistrzostwa Oceanii
Indywidualne mistrzostwa Oceanii
- 1. miejsce (3):
  - 2019 – Jack Holder
  - 2024 – Jaimon Lidsey
  - 2025 – Rohan Tungate
- 2. miejsce (3):
  - 2019 – Jaimon Lidsey
  - 2022 – Jason Doyle
  - 2025 – Jaimon Lidsey
- 3. miejsce (2):
  - 2024 – Brady Kurtz
  - 2025 – James Pearson

### Pozostałe
World Games
- 2. miejsce (1): 2017

Indywidualny Puchar Mistrzów
- 2. miejsce (1):
  - 1993 – Leigh Adams

## Australijscy Mistrzowie Świata
| Imię i nazwisko  | Tytuły MŚ | Indywidualni (1936–1938, od 1949) | Indywidualni (1936–1938, od 1949) | Pary (1970–1993) | Pary (1970–1993) | Drużynowi (od 1960) | Drużynowi (od 1960) | Tytuły MŚJ | Indywidualni U-21 (od 1988) | Indywidualni U-21 (od 1988) | Drużynowi U-21 (od 2005) | Drużynowi U-21 (od 2005) | Tytuły łącznie |
| Imię i nazwisko  | Tytuły MŚ | Łącznie                           | Lata                              | Łącznie          | Lata             | Łącznie             | Lata                | Tytuły MŚJ | Łącznie                     | Lata                        | Łącznie                  | Lata                     | Tytuły łącznie |
| ---------------- | --------- | --------------------------------- | --------------------------------- | ---------------- | ---------------- | ------------------- | ------------------- | ---------- | --------------------------- | --------------------------- | ------------------------ | ------------------------ | -------------- |
| Leigh Adams      | 3         |                                   |                                   |                  |                  | 3                   | 1999, 2001, 2002    | 1          | 1                           | 1992                        |                          |                          | 4              |
| Jim Airey        | 1         |                                   |                                   |                  |                  | 1                   | 1971                |            |                             |                             |                          |                          | 1              |
| John Boulger     | 1         |                                   |                                   |                  |                  | 1                   | 1976                |            |                             |                             |                          |                          | 1              |
| Craig Boyce      | 1         |                                   |                                   |                  |                  | 1                   | 2001                |            |                             |                             |                          |                          | 1              |
| Jason Crump      | 6         | 3                                 | 2004, 2006, 2009                  |                  |                  | 3                   | 1999, 2001, 2002    | 1          | 1                           | 1995                        |                          |                          | 7              |
| Phil Crump       | 1         |                                   |                                   |                  |                  | 1                   | 1976                |            |                             |                             |                          |                          | 1              |
| Jason Doyle      | 2         | 1                                 | 2017                              |                  |                  | 1                   | 2022                |            |                             |                             |                          |                          | 2              |
| Max Fricke       | 1         |                                   |                                   |                  |                  | 1                   | 2022                | 1          | 1                           | 2016                        |                          |                          | 2              |
| Phil Herne       | 1         |                                   |                                   |                  |                  | 1                   | 1976                |            |                             |                             |                          |                          | 1              |
| Chris Holder     | 1         | 1                                 | 2012                              |                  |                  |                     |                     |            |                             |                             |                          |                          | 1              |
| Jack Holder      | 1         |                                   |                                   |                  |                  | 1                   | 2022                |            |                             |                             |                          |                          | 1              |
| Jaimon Lidsey    |           |                                   |                                   |                  |                  |                     |                     | 1          | 1                           | 2020                        |                          |                          | 1              |
| Jason Lyons      | 2         |                                   |                                   |                  |                  | 2                   | 1999, 2002          |            |                             |                             |                          |                          | 2              |
| Garry Middleton  | 1         |                                   |                                   |                  |                  | 1                   | 1976                |            |                             |                             |                          |                          | 1              |
| Lionel Van Praag | 1         | 1                                 | 1936                              |                  |                  |                     |                     |            |                             |                             |                          |                          | 1              |
| Billy Sanders    | 1         |                                   |                                   |                  |                  | 1                   | 1976                |            |                             |                             |                          |                          | 1              |
| Ryan Sullivan    | 3         |                                   |                                   |                  |                  | 3                   | 1999, 2001, 2002    |            |                             |                             |                          |                          | 3              |
| Darcy Ward       |           |                                   |                                   |                  |                  |                     |                     | 2          | 2                           | 2009, 2010                  |                          |                          | 2              |
| Bluey Wilkinson  | 1         | 1                                 | 1938                              |                  |                  |                     |                     |            |                             |                             |                          |                          | 1              |
| Todd Wiltshire   | 3         |                                   |                                   |                  |                  | 3                   | 1999, 2001, 2002    |            |                             |                             |                          |                          | 3              |
| Jack Young       | 2         | 2                                 | 1951, 1952                        |                  |                  |                     |                     |            |                             |                             |                          |                          | 2              |